# Nina & Frederik
Nina & Frederik var en dansk pop-duo bestående af Nina og Frederik van Pallandt. Frederik van Pallandt var hollænder, men født i København, hvor faderen var ambassadør. Parret begyndte at optræde sammen i 1957, blev gift i 1960 og fortsatte deres optrædener i begyndelsen af 1960'erne.
Duoen spillede en calypso-inspireret musik med mange indspilninger af traditionelle calypso-sange og sange af Harry Belafonte. Ud over calypso-musikken indspillede parret en række traditionelle sange og folk-rock/pop-melodier.
Parret opnåede betydelig popularitet i de sene 1950'ere og i begyndelsen af 60'erne i Danmark og i udlandet. Parrets EP Nina & Frederik fra 1960 blev nr. 2 i Storbritannien og holdt sig på de britiske hitlister i mere end to år.
Parret turnerede intensivt i Europa og gav også koncerter i USA.
Nina & Frederik spillede hovedrollerne i to danske spillefilm: Verdens rigeste pige (1958) og Kærlighedens melodi (1959), hvor parret sang en række af de populære sange.

## Diskografi (udvalg)

### LP
- Nina & Frederik (1958). LP udgivet i Danmark, Tyskland, UK, USA og New Zeeland på Metronome Pye og Columbia (også udgivet på 10 LP/EP i UK på Pye Nixa Records). Albummet blev nr. 9 på den britiske albumhitliste.
- Nina & Frederik – Introducing The Fabulous Nina & Frederik (1960). Amerikansk album udgivet på ATCO.
- Nina & Frederik – Where Have All The Flowers Gone? (1963). Amerikansk album udgivet på ATCO.
- Attitudes med Jørn Grauengaard And His Orchestra (1964). Dansk album, udgivet på Metronome og bl.a. udsendt i Tyskland.
- Nina And Frederik – Little Boxes And Other Favourites (1964). Udgivet i Storbritannien på Columbia.
- An Evening With Nina & Frederik At The Royal Albert Hall (1966). UK-album udgivet på Columbia og tillige udgivet i Australien og Tyskland samt i Danmark på Metronome.
- A Season's Greeting From Nina & Frederik (1966). UK-album udgivet på Columbia; tillige udgivet i New Zeeland.
- Nina & Frederik With Louis Armstrong. Udgivet på ACTO (indeholdende sange fra filmen Kærlighedens melodi).

### EP
- Nina & Frederik (1957). Udgivet på Metronome 1148 indeholdende fire sange.
- Nina & Frederik (1958). Udgivet i Europa på Columbia indeholdende fire sange (ikke identisk med Metronome EP'en fra 1957)
- Calypsos (1958). Udgivet i Spanien.

### Singler
- "The Formula of Love" (1959) (med Louis Armstrong). Fra filmen Kærlighedens melodi.
- "Lad Os Flyve Til En Stjerne". Fra filmen Verdens rigeste pige, sangen også udgivet på single internationalt som "Let us Fly to a Star".
- "Mary's Boy Child" (1959). Udgivet i Europa på Columbia; i Skandinavien på Metronome, blev nr. 26 på de britiske hitlister.
- "Listen to the Ocean" (1960). Udgivet i Europa på Columbia; i Skandinavien på Metronome, blev nr. 46 på de britiske hitlister.
- "Little donkey" (1960). Udgivet i Europa på Columbia; i Skandinavien på Metronome, blev nr. 3 på de britiske hitlister.
- "Longtime boy" (1960). Udgivet i Europa på Columbia; i Skandinavien på Metronome, blev nr. 43 på de britiske hitlister.
- "Sucu Sucu" (1961). Udgivet i Europa på Columbia; i Skandinavien på Metronome, blev nr. 23 på de britiske hitlister.

## Eksterne links
- Biografi på allmusic.com
- Hitlisteplaceringer i UK

| Musikgruppe | Spire Denne artikel om en dansk musikgruppe er en spire som bør udbygges. Du er velkommen til at hjælpe Wikipedia ved at udvide den. |